# Лейси, Джефф
Джефф Лейси (англ. Jeff Lacy; род. 12 мая 1977, Сент-Питерсберг, Флорида, США) — американский боксёр-профессионал, выступавший во 2-й средней и полутяжёлой весовых категориях. Чемпион мира во 2-й средней (версия IBF, 2004—2006) весовой категории.

## Биография

### 2001—2005
Дебютировал в феврале 2001 года.
В июне 2004 года в элиминаторе Лейси встретился с украинцем Виталием Цыпко. В 1-м раунде произошло столкновение головами, и у Цыпко на лбу образовалось большое рассечение. Бой был прекращён без объявления результата.
В октябре 2004 года Джефф Лейси в вакантном бою за титул IBF во 2-м среднем весе нокаутировал Сида Вандерпула.
В декабре 2004 года Лейси победил по очками Омара Шейку.
В марте 2005 года он в 7-м раунде нокаутировал Рубина Уильямса.

### 2005-08-06Джефф Лейси -Робин Рид
- Место проведения:  Ст. Пит Таймс Форум, Лас-Вегас, Невада, США
- Результат: Победа Лейси техническим нокаутом в 7-м в 12-раундовом бою
- Статус:  Чемпионский бой за титул IBF во 2-м среднем весе (3-я защита Лейси); чемпионский бой за титул IBO во 2-м среднем весе (2-я защита Рида)
- Рефери: Хорхе Алонсо
- Счет судей: Питер Трематера (70-57), Аделейд Бёрд (70-57), Рой Фрэнсис (70-57) - все в пользу Лейси
- Вес: Лейси 75,70 кг; Рид 76,00 кг
- Трансляция: Showtime
- Счёт неофициальных судей: Джон Коти (60-51), Джейк Донован (60-50), Энвар Ричардсон (60-52) - все в пользу Лейси; все оценки после 6-го раунда

В августе 2005 года Джефф Лейси вышел на ринг против бывшего чемпиона во 2-м среднем весе по версии WBC британца Робина Рида. В середине 5-го раунда Рид сделал движение головой в голову Лейси. Рефери приостановил поединок. И сразу же Лейси нанес правый крюк в челюсть Рида. Британец упал. Рефери неожиданно начал отсчитывать нокдаун, который был 1-м в карьере британца. Недовольный Рид встал на счет 7. Рефери тут же снял с него очко за удар головой. Комментатор телеканала Showtime Стив Альберт назвал этот нокдаун "очень спорным нокдауном" (very controversy knockdown). Лейси попытался развить успех, но Рид клинчевал. За несколько секунд до конца раунда Лейси провел многоударную комбинацию из ударов по туловищу и апперкотов, после которой британец опустился на колено. Он встал на счет 5. В это же время прозвучал гонг. В конце 6-го раунда Лейси провел точный правый крюк в голову Рида. Тот попытался спастись в клинче, но Лейси повторил тот же удар. Рид упал на колени. Он сразу же встал. Лейси попытался добить Рида, но британец успешно спасался в клинче. В середине 7-го раунда рефери снял очко с Рида за постоянные захваты. В конце раунда Лейси провел несколько успешных апперкотов, после которых Рид опустился на канвас. Он поднялся на счет 10. Лейси провел несколько успешных ударов, но Рид сумел достоять до гонга. В перерыве между 7-м и 8-м раундами угол британца снял своего боксера с боя.

### 2005
В ноябре 2005 года Лейси во 2-м раунде нокаутировал Скотта Пембертона.

### 2006-03-04Джо Кальзаге -Джефф Лейси
- Место проведения:  М.Е.Н. Арена, Манчестер, Ланкашир, Великобритания
- Результат: Победа Кальзаге единогласным решением в 12-раундовом бою
- Статус:  Чемпионский бой за титул IBF во 2-м среднем весе (5-я защита Лейси); чемпионский бой за титул WBO во 2-м среднем весе (13-я защита Кальзаге)
- Рефери: Рауль Каис
- Счет судей: Нельсон Васкес (119-105), Рой Фрэнсис (119-107), Адалейд Бёрд (119-107) - все в пользу Кальзаге
- Вес: Кальзаге 76,20 кг; Лейси 75,70 кг
- Трансляция: Showtime
- Счёт неофициальных судей: Клод Абрамс (119-107), Джон Коти (119-107), Колин Харт (119-107) - все в пользу Кальзаге

В марте 2006 года состоялся объединительный бой в суперсреднем весе между долгоиграющим непобежденным чемпионом мира по версии WBO Джо Кальзаге и непобежденным чемпионом мира по версии IBF Джеффом Лейси. Оба противника приняли атакующий вариант ведения боя. Более техничный Кальзаге уверенно громил противника - он безостановочно его атаковал, и в отличие от Лейси, значительная часть его ударов приходилась в цель. В 11-м раунде рефери снял с Кальзаге очко за удар после команды "брейк". В 12-м раунде Кальзаге провел спуртовую атаку. Ближе к середине раунда он попал левым крюком в голову Лейси и тот впервые оказался в нокдауне. Лейси встал на счет 4. Кальзаге бросился его добивать. Лейси был на грани нокаута. Неожиданно рефери прервал бой. Он заметил, что у Лейси развязался бинт на перчатке. Он отвел американца в угол, чтобы где ему привязали бинт. После возобновления боя Кальзаге вновь начал бомбить Лейси, но добить не смог.

### 2006-12-02Джефф Лейси -Виталий Цыпко (2-й бой)
- Место проведения:  Ст. Пит Таймс Форум, Лас-Вегас, Невада, США
- Результат: Победа Лейси решением большинства в 10-раундовом бою
- Статус:  Рейтинговый бой
- Рефери: Томми Киммонс
- Счет судей: Майкл Перник (95-95), Пол Херман (96-94 Лейси), Марк Страйсэнд (96-94 Лейс)
- Вес: Лейси 75,70 кг; Цыпко 75,50 кг
- Трансляция: HBO
- Счёт неофициального судьи: Харольд Ледерман (95-95)

В декабре 2006 года состоялся 2-й бой между Джеффом Лейси и Виталием Цыпко. В близком бою победу решением большинства отдали американцу. Неофициальный судья телеканала HBO Харольд Ледерман выставил ничейный счет, а комментатор Ларри Мерчант посчитал, что победил Цыпко.

### 2007-12-08Джефф Лейси -Питер Манфредо
- Место проведения:  ЭмДжиЭм Гранд, Лас-Вегас, Невада, США
- Результат: Победа Лейси единогласным решением в 10-раундовом бою
- Статус:  Рейтинговый бой
- Рефери: Роберт Бёрд
- Счет судей: Чак Джиампа (95-94), Си Джей Росс (96-93), Джерри Рот (97-92)
- Вес: Лейси 76,70 кг; Манфредо 76,70 кг
- Трансляция: HBO PPV
- Счёт неофициального судьи: Харольд Ледерман (95-94 Лейси)

В декабре 2007 года Джефф Лейси вышел на ринг против Питера Манфредо. В начале 4-го раунда Лейси левым хуком попал в челюсть Манфредо. Тот упал, зацепившись за канаты. Манфредо сразу же поднялся. Лейси принялся добивать его. Однако Манфредо успешно защищался. В остальных раундах поединок проходил с переменным успехом. По итогам 10-ти раундов судьи единогласным решением объявили победителем Лейси. Поединок проходил в рамках шоу, организованного телеканалом HBO, главным событием которого был бой Флойд Мейвезер - Рикки Хаттон.

### 15 ноября2008Джермен Тейлор —Джефф Лейси
- Место проведения:  Вандербилт Юниверсити Мемориал Гимнасиум, Нэшвилл, Теннесси, США
- Результат: Победа Тейлора единогласным решением в 12-раундовом бою
- Статус: Отборочный бой за титул WBC во 2-м среднем весе
- Рефери: Лоуренс Коул
- Счет судей: Джозеф Пасуале (118—110), Орен Шелленбергер (119—109), Гейл Ван Хой (119—109) — все в пользу Тейлора
- Вес: Тейлор 76,1 кг; Лейси 75,9 кг
- Трансляция: HBO
- Счёт неофициального судьи: Харольд Ледерман (119—109 Тейлор)

В ноябре 2008 года состоялся отборочный бой за звание чемпиона мира во 2-м среднем весе по версии WBC между Джеффом Лейси и Джерменом Тейлором. Тейлор доминировал во всех компонентах: он был быстрее и значительно точнее в атаках. В начале 5-го раунда Лейси провёл правый хук в голову противника. Тейлор упал на канвас, но сразу же поднялся. Рефери не счёл это нокдауном. Комментаторы HBO удивились этому решению. Лейси попытался добить противника, но Тейлор при каждой атаке входил в клинч. По итогам поединка все судьи с разгромным счётом отдали победу Джермену Тейлору.

### 15 августа2009Джефф Лейси —Рой Джонс
- Место проведения:  Gulf Coast Arena, Билокси, Миссисипи (штат), США
- Результат: Победа Джонса техническим нокаутом в 10-м раунде
- Статус: Бой за звание чемпиона по версии WBO NABO в полутяжёлом весе (1-я защита Джонса)
- Рефери: Кит Хьюз
- Время: 3:00
- Трансляция: Top Rank PPV

Лейси активно начал поединок, прессингуя и зажимая Джонса у канатов ринга, но Рой умело уходил от ударов и большинство блокировал. С 4 раунда, Лейси заметно подустал и снизил темп, а Джонс начал действовать в своей излюбленной манере: с опущенными руками, финтами ногами, демонстрируя превосходство над Лэйси в скорости, и при этом, находясь у канатов, не забывал разговаривать с публикой. После 7 раунда над левым глазом Лэйси появилась большая гематома. В 9 и 10 раунде Джонс откровенно издевается над Лэйси, демонстрируя полное преимущество над соперником. После десятого раунда рефери остановил бой по просьбе секундантов Лейси, зафиксировав победу Джонса техническим нокаутом.